# Rome Frenzy
I Rome Frenzy sono stati una squadra di hockey su ghiaccio con sede a Rome. Sono stati tra le squadre fondatrici della Federal Hockey League.

## Storia
I Frenzy hanno giocato la stagione inaugurale della Federal Hockey League. A causa del bassissimo numero di spettatori medi, appena 215, la squadra chiuse i battenti nel febbraio del 2011, tre settimane prima della fine della stagione regolare, quando era già certa di aver mancato la qualificazione ai play-off.
Era stato annunciato uno spostamento della franchigia in un'altra città per la stagione successiva, ma la cosa non si concretizzò.

## Giocatori famosi
- Ilja Urušev
- Tibor Varga